# Molen De Ronne
De Molen De Ronne in het Belgische Gavere (deelgemeente Semmerzake) is een ronde, stenen voormalige windmolen. De stellingmolen werd in 1845 gebouwd en in 1960 ontmanteld. De gemetselde molen doet sinds 1996 dienst als restaurant. Enkel de stenen romp blijft over.
- Inventaris van het Bouwkundig Erfgoed (Vlaanderen): 36161